# Davis Coast

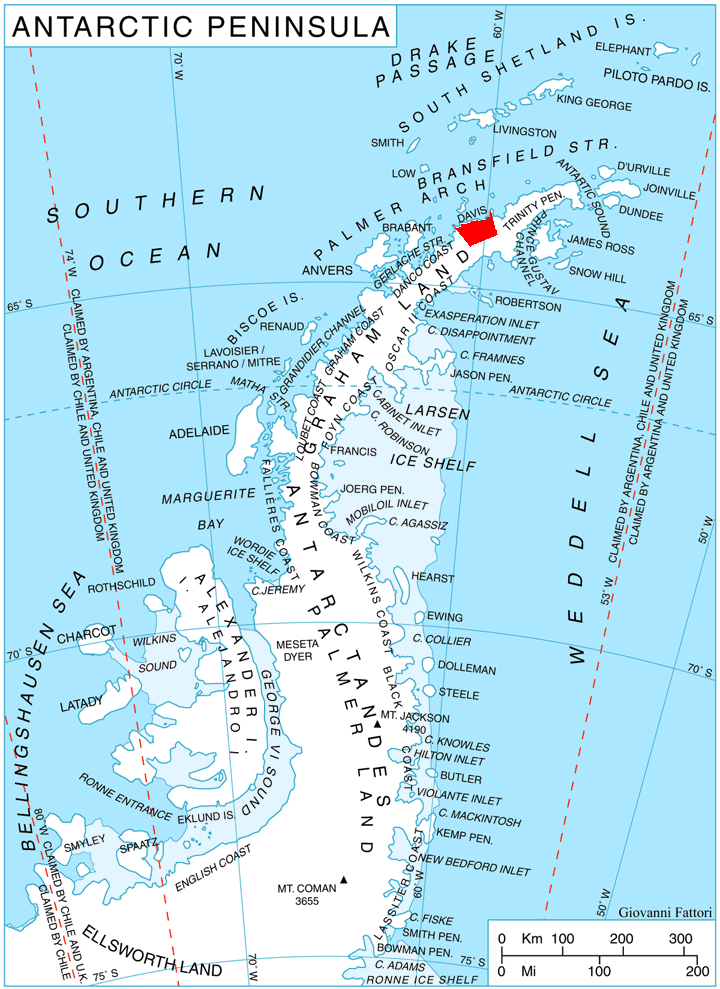
Wybrzeże na mapie Półwyspu Antarktycznego

Wybrzeże Davisa (ang. Davis Coast, hiszp. Costa del Presidente González Videla) – część zachodniego wybrzeża Ziemi Grahama na Półwyspie Antarktycznym, pomiędzy Trinity Peninsula a Wybrzeżem Danco. Na północ od niego leżą północne wyspy Archipelagu Palmera.
Granice tego wybrzeża wyznaczają przylądek Kjellman i przylądek Sterneck. Wybrzeże zostało nazwane na cześć kapitana Johna Davisa, amerykańskiego łowcy fok, który 7 lutego 1821 r. miał wylądować w Hughes Bay na tym wybrzeżu, jako pierwszy człowiek na kontynencie antarktycznym.